# Chargey-lès-Gray
Chargey-lès-Gray är en kommun i departementet Haute-Saône i regionen Bourgogne-Franche-Comté i östra Frankrike. Kommunen ligger i kantonen Autrey-lès-Gray som tillhör arrondissementet Vesoul. År 2022 hade Chargey-lès-Gray 669 invånare.

## Befolkningsutveckling
Antalet invånare i kommunen Chargey-lès-Gray
| Referens: INSEE |